# Лесные зимородки
Лесные зимородки, или трёхпалые зимородки (лат. Ceyx) — род птиц семейства зимородковых.

## Виды
В состав рода включают 23 вида:
- Ceyx erithaca — Трёхпалый лесной зимородок
- Ceyx rufidorsa
- Ceyx melanurus — Филиппинский лесной зимородок
- Ceyx sangirensis
- Ceyx fallax — Сулавесский лесной зимородок
- Ceyx lepidus — Карликовый лесной зимородок
- Ceyx margarethae
- Ceyx wallacii
- Ceyx cajeli
- Ceyx solitarius
- Ceyx dispar
- Ceyx mulcatus
- Ceyx sacerdotis
- Ceyx meeki
- Ceyx collectoris
- Ceyx nigromaxilla
- Ceyx gentianus
- Ceyx cyanopectus — Синегрудый лесной зимородок
- Ceyx argentatus — Серебристый лесной зимородок
- Ceyx flumenicola
- Ceyx azureus — Лазурный зимородок
- Ceyx websteri — Бисмаркский лесной зимородок
- Ceyx pusillus — Мангровый лесной зимородок